# ناحية حسياء
ناحية حسياء إحدى نواحي سوريا تتبع إداريّاً لمحافظة حمص منطقة حمص ومركزها مدينة حسياء، بلغ تعداد سكان الناحية 15,195 نسمة حسب التعداد السكاني لعام 2004.

## بلدات وقرى ناحية حسياء
البريج، الديبة، حسياء، جندر، جب الصدى، الكشف، المعمورة، شمسين، وادي الحنة.